# Manerplaw

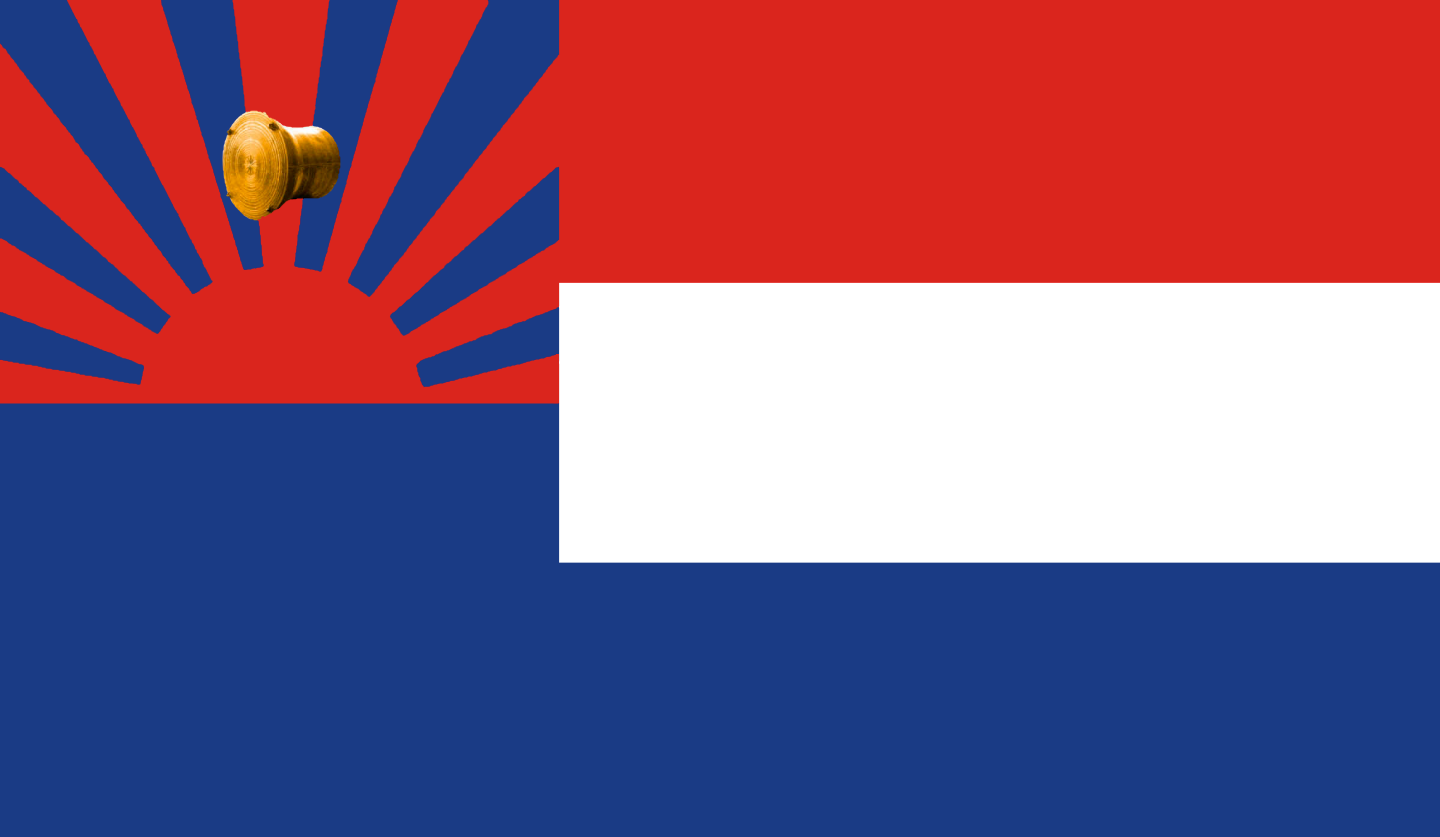
Drapeau de la KNU

Manerplaw est une ville de Birmanie située dans l'état Karen (État de Kayin). C'est aussi la capitale choisie par les rebelles Karens pour leur État du Kawthoolei (revendiqué les armes à la main depuis 1948). Le quartier général de l'Union nationale karen (KNU) se trouvait à Manerplaw jusqu'à ce que l'armée birmane prenne la ville en janvier 1995.
Le Kawthoolei fait actuellement partie de l'État Karen. En langue Karen, Kawthoolei signifie le pays vert, bien que selon Martin Smith il puisse aussi être traduit par le pays brûlé, ce qui impliquerait qu'il faut le reconquérir par la force. L'État de Kawthoolei revendiqué comprend la plus grande partie de l'état Karen actuel, plus une partie du delta de l'Irrawaddy historiquement réclamée par les Karens.